# Ветерани Републике Српске
Ветерани Републике Српске (скраћено ВРС) су удружење учесника ратова 1991—1995. године који су својим ангажовањем директно допринели стварању Републике Српске, али и бранили српски народ на територијама Социјалистичке Федеративне Републике Југославије. За разлику од Борачке организације Републике Српске, Ветерани окупљају искључиво демобилисане припаднике Војске Републике Српске и Министарства унутрашњих послова Републике Српске за које је претходно извршена провера о припадности јединицама, као и чланове њихових породица.

## Историја
Ветерани Републике Српске су настали 26. маја 2012. године у Зворнику када су одржали своју прву, оснивачку Скупштину. Судски су регистровани по Закону о удружењима и фондацијама Републике Српске са седиштем у улици Видовданској 43 у Добоју. Разликују се од других организација, савеза и удружења која се такође баве проблемима демобилисаних бораца, инвалида, чланова породица погинулих и несталих сабораца по свом деловању и трагању за системским решењима за све потврђене учеснике у борби за стварање Републике Српске, сматрајући појединачно решавање проблема ове популације погрешним. На другој Скупштини која је уједно била и изборна на Дан Ветерана, Видовдан 28. јуна 2014. године на Озрену, једногласно је усвојена Одлука и Ветерани Републике Српске су постали удружење од јавног интереса за Републику Српску. Основни програмски циљ им је придавање почасти припадницима Војске Републике Српске и Министарства унутрашњих послова Републике Српске, као и члановима њихових породица, због чега раде на објави Регистара бораца. У фебруару 2014. године су одржали два скупа у парку Младен Стојановић у Бања Луци.